# Хамидија
Хамидија (арап. الحوامدية) је град у Египту у гувернорату Гиза. Према процени из 2008. у граду је живело 113.128 становника.

## Становништво
Према процени, у граду је 2008. живело 113.128 становника.
| 1986.  | 1996.  | 2006.   |
| ------ | ------ | ------- |
| 73.298 | 91.732 | 109.468 |